# Christoph Ullrich
Christoph Ullrich, né à Göttingen, est un pianiste classique allemand.

## Biographie
Christoph Ullrich effectue sa formation musicale avec Leonard Hokanson à Francfort, Claude Frank aux États-Unis et Rudolf Buchbinder à Bâle.

## Discographie
Christoph Ullrich a enregistré pour MDG et Tacet. En 2011, il entreprend une intégrale des sonates de Domenico Scarlatti, dont quinze albums sont parus. Le projet devrait s'achever en 2028 et bénéficie des contributions musicologiques de Thomas Seedorf (de) au sein des livrets.
- Schubert, Sonates pour piano D 845 et 959 (1994, EigenArt) (OCLC 714610115)
- Schubert, Sonates pour piano D 958 et 960 (1995, EigenArt) (OCLC 714610102)
- Kiel, L'Œuvre pour violoncelle et piano - Hans Zentgraf, violoncelle (17-19 juin 1996, MDG 612 0733-2)[3] (OCLC 39217999)
- Kiel, L'Œuvre pour violoncelle et piano, vol. 2 (22-24 mars 2002, MDG 612 1161-2) (OCLC 52826934)
- Schubert, Winterreise - Matthias Horn, Baryton (2002/2003, Spektral) (OCLC 724053402)
- Intégrale des sonates de Scarlatti, vol. 1–15 (2011–, Tacet) (OCLC 876019518)